# Brasura exilis
Brasura exilis är en insektsart som beskrevs av Nielson 1991. Brasura exilis ingår i släktet Brasura och familjen dvärgstritar. Inga underarter finns listade i Catalogue of Life.